# Норберт Ламерт
Норберт Ламерт (Бохум, 16. новембар 1948) немачки је политичар из Хришћанско-демократске уније (CDU). Обавља функцију 12. председника Бундестага (од 2005).